# Marie-Claire Zimmermann (hispaniste)
Pour les articles homonymes, voir Marie-Claire Zimmermann.
Marie-Claire Zimmermann, née à Brest le 22 septembre 1937, est une hispaniste française, spécialiste de la poésie classique en langues castillane et catalane.

## Biographie
Après avoir travaillé à Barcelone comme collaboratrice à la Casa de Velázquez, elle rentre à la Sorbonne où elle prépare sa thèse intitulée La solitude d’Ausiàs March. Recherches sur la naissance et le devenir d’un style dans la poésie ibérique présentée en 1984.
Elle est l'épouse de l'historien médiéviste spécialiste de la Catalogne Michel Zimmermann.